# دارو تولى
دارو تولى (بالإنجليزية: Darrow Tully) هو ناشر أمريكي، ولد في 27 فبراير 1932، وتوفي في 20 يونيو 2010.